# Roseanne Barr
Roseanne Cherrie Barr (nacida el 3 de noviembre de 1952) es una actriz, comediante, escritora y productora de televisión estadounidense. Barr comenzó su carrera en el stand comedy antes de ganar elogios en la comedia de televisión Roseanne (1988–1997; 2018). Ganó un Emmy y un Globo de Oro a la Mejor Actriz por su trabajo en el programa.
Roseanne fue revivida en 2018 en ABC. Un éxito de audiencia, se renovó por una temporada adicional, pero se canceló después de que Barr hizo un controvertido tuit condenado como racista por muchos comentaristas. Barr se refirió al tuit como un "mal chiste".
Roseanne también ha mencionado desde 1994 que fue diagnosticada con trastorno de identidad disociativo provocado por abuso infantil, pero después de alrededor de diez años de terapia vive más integrada.

## Niñez y adolescencia
Roseanne Barr nació el 3 de noviembre de 1952 en Salt Lake City, Utah, en una familia judía. Ella es la mayor de cuatro hijos nacidos de Helen (de soltera Davis), contable y cajera, y Jerome Hershel "Jerry" Barr, que trabajaba como vendedor.  La familia de su padre eran emigrantes judíos de Rusia, y sus abuelos maternos eran emigrantes judíos de Austria-Hungría y Lituania.  Su abuelo paterno cambió su apellido de "Borisofsky" a "Barr" al ingresar a los Estados Unidos.
Su educación judía fue influenciada por su devota abuela materna ortodoxa judía. Los padres de Barr mantuvieron su herencia judía en secreto de sus vecinos y estuvieron parcialmente involucrados en La Iglesia de Jesucristo de los Santos de los Últimos Días. Barr ha declarado: "Viernes, sábado y domingo por la mañana yo era judía; el domingo por la tarde, el martes por la tarde y el miércoles por la tarde éramos mormones".
Cuando Barr tenía tres años, tuvo la parálisis de Bell en el lado izquierdo de la cara. Barr dijo: "[entonces] mi madre llamó a un rabino para rezar por mí, pero no pasó nada. Entonces mi madre consiguió un predicador mormón, él oró, y yo curé milagrosamente". Años más tarde, Barr se enteró de que la parálisis de Bell era generalmente temporal y que el anciano mormón llegó "exactamente en el momento adecuado".
A los seis años, Barr descubrió su primer escenario público dando conferencias en iglesias SUD en Utah y fue elegida presidenta de un grupo juvenil mormón.
A los 16 años, Barr fue atropellada por un automóvil; El incidente la dejó con una lesión cerebral traumática. Su comportamiento cambió tan radicalmente que estuvo internada durante ocho meses en el Hospital Estatal de Utah. Mientras estaba internada, tuvo un bebé y lo puso en adopción. 
En 1970, cuando Barr tenía 18 años, se mudó y le dijo a sus padres que iba a visitar a un amigo en Colorado durante dos semanas, pero nunca regresó.

## Carrera

### Stand-up cómico: 1980–1986
Mientras estaba en Colorado, Barr hizo conciertos en clubes de Denver y otras ciudades de Colorado. Más tarde intentó salir en The Comedy Store en Los Ángeles y apareció en The Tonight Show en 1985.
En 1986, actuó en un especial de Rodney Dangerfield y en Late Night con David Letterman y al año siguiente tuvo su propio especial de HBO llamado The Roseanne Barr Show, que le valió un Premio de Comedia Americana por la artista femenina más divertida en un especial de televisión.
A Barr le ofrecieron el papel de Peg Bundy en Married... with Children pero lo rechazó. En su rutina, popularizó la frase "diosa doméstica" para referirse a una ama de casa. El éxito de su acto condujo a su propia serie en ABC, llamada Roseanne.

### Comedia de situación, película, libros y programa de entrevistas deRoseanne: 1987–2004
En 1987, los productores ejecutivos de The Cosby Show, Marcy Carsey y Tom Werner, querían llevar una "comedia familiar sin extras" a la televisión. Contrataron al escritor de Cosby, Matt Williams, para escribir un guion sobre los trabajadores de la fábrica y consiguierón a Barr para interpretar a Roseanne Conner.
El programa se estrenó el 18 de octubre de 1988 y fue visto por 21.4 millones de hogares, lo que lo convierte en el debut mejor calificado de esa temporada.
Barr se indignó cuando vio el primer episodio de Roseanne y notó que en los créditos, Williams figuraba como creador. Ella le dijo a Tanner Stransky de Entertainment Weekly : "Construimos el programa en torno a mi vida real y mis hijos. La 'diosa doméstica', todo ".  En la misma entrevista, Werner dijo: "No creo que Roseanne, hasta el día de hoy, entienda que esto es algo legislado por el Writers Guild, y es parte de lo que cada espectáculo tiene que enfrentar. Son los árbitros finales ". 
Durante la primera temporada, Barr buscó más control creativo sobre el programa, oponiéndose a la autoridad de Williams. Barr se negó a decir ciertas líneas y finalmente salió del set. Ella amenazó con abandonar el programa si Williams no se iba. ABC dejó ir a Williams después del decimotercer episodio. Barr les dio a Amy Sherman-Palladino y Joss Whedon sus primeros trabajos de guionistas en Roseanne.
Roseanne estuvo durante nueve temporadas desde 1988 hasta 1997. Barr ganó un Emmy, un Globo de Oro, un Premio Kids Choice y tres Premios American Comedy por su participación en el programa. Barr había creado una personalidad de "diosa doméstica feroz de la clase trabajadora" en los ocho años anteriores a su comedia y quería hacer un espectáculo realista sobre una madre fuerte "que no fue víctima del consumismo patriarcal".
Durante las últimas dos temporadas, Barr ganó 40 millones de USD, convirtiéndola en la segunda mujer mejor pagada en el mundo del espectáculo en ese momento, después de Oprah Winfrey.

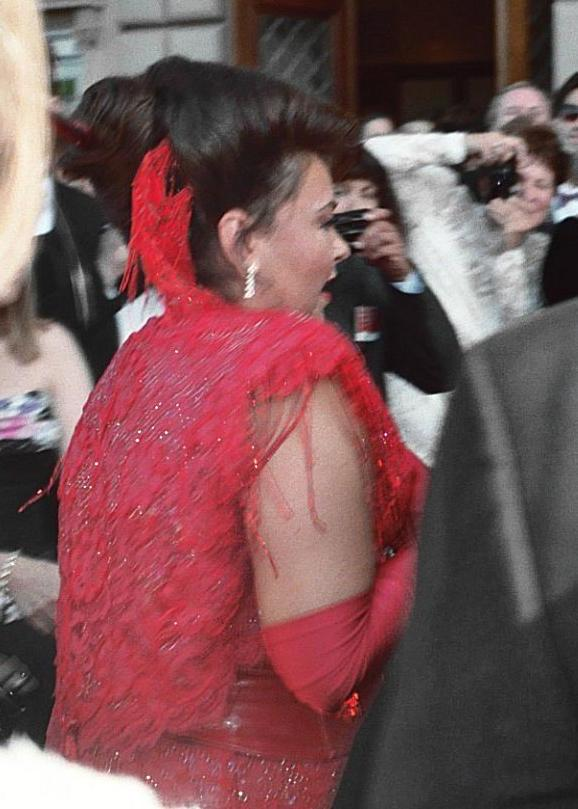
Barr asistió a los Premios Emmy de 1992

Barbara Ehrenreich llamó a Barr una portavoz de la clase trabajadora que representaba "la subclase desesperada del sexo femenino: ocupantes con sobrepeso y vestidos de poliéster de la vía lenta; camareras de comida rápida, trabajadores de fábricas, amas de casa, miembros del invisible ejército de cuello rosa; el despreciado, rechazado, mal pagado ", pero un maestro del" tipo de populismo militante de clase que los demócratas, la mayoría de ellos de todos modos, nunca parecen acertar ". Barr se niega a usar el término "collar azul" porque oculta el problema de la clase.
Durante la última temporada Roseanne ' Barr estaba en negociaciones entre Carsey-Werner Producciones y ejecutivos de ABC para continuar interpretando a Roseanne Conner en un spin-off. Después de discusiones fallidas con ABC, así como con CBS y Fox, Carsey-Werner y Barr acordaron no continuar las negociaciones.
Publicó su autobiografía en 1989, titulada Roseanne—My Life As a Woman. Ese mismo año, hizo su debut cinematográfico en She-Devil, interpretando a una ama de casa despreciada, Ruth. El crítico de cine Roger Ebert le dio una crítica positiva diciendo: "Barr podría haber hecho una comedia fácil, predecible y tonta en cualquier momento en los últimos años. En cambio, ella se arriesgó con un proyecto ambicioso: una película real. Vale la pena, ya que Barr demuestra que hay un núcleo de realidad dentro de su personaje de televisión, un núcleo de sentimientos humanos identificables como los celos y el orgullo, y proporcionan una base sólida para su actuación cómica ".
En 1991, dobló la voz a la bebé Julie en Look Who's Talking Too. Fue nominada para un Premio Golden Raspberry a la peor actriz de reparto.
Apareció tres veces en Saturday Night Live de 1991 a 1994, coanfitriona con su entonces esposo Tom Arnold en 1992.
En 1994, lanzó un segundo libro, My Lives. Ese mismo año, Barr se convirtió en la primera comediante femenina en presentar los MTV Video Music Awards en solitario. Ella siguió siendo la única que lo hizo hasta que la comediante Chelsea Handler fue la anfitriona en 2010. En 1997, hizo apariciones especiales en 3rd Rock from the Sun y The Nanny.
En 1998, interpretó a la malvada bruja del oeste en una producción de El mago de Oz en el Madison Square Garden. Ese mismo año, Barr presentó su propio programa de entrevistas, The Roseanne Show, que se emitió durante dos años antes de que se cancelara en el 2000.
En el verano de 2003, asumió el doble papel de organizar un programa de cocina llamado Domestic Goddess y protagonizar un reality show llamado The Real Roseanne Show sobre organizar un programa de cocina. Aunque se produjeron 13 episodios, una histerectomía trajo un final prematuro a ambos proyectos.
En 2004, expresó a Maggie, uno de los personajes principales de la película animada Home on the Range.

### Regreso al stand-up, apariciones en televisión y radio: 2005–2010
En 2005, volvió a la comedia de stand up con una gira mundial.
En febrero de 2006, Barr realizó sus primeras citas en vivo en Europa como parte del Festival de Comedia de Leicester en Leicester, Inglaterra. Los espectáculos tuvieron lugar en De Montfort Hall. Ella lanzó su primer DVD para niños, Rockin 'with Roseanne: Calling All Kids, ese mes.
El regreso de Barr al escenario culminó en un especial de comedia de HBO Roseanne Barr: Blonde N Bitchin', que se emitió en noviembre de 2006 en HBO. Dos noches antes, Barr había regresado a la televisión en horario estelar con un lugar para invitados en My Name Is Earl de NBC, interpretando a una loca gerente de parques de autocaravanas.
En abril de 2007, Barr presentó la tercera temporada de The Search for the Funniest Mom in America en Nick at Nite.

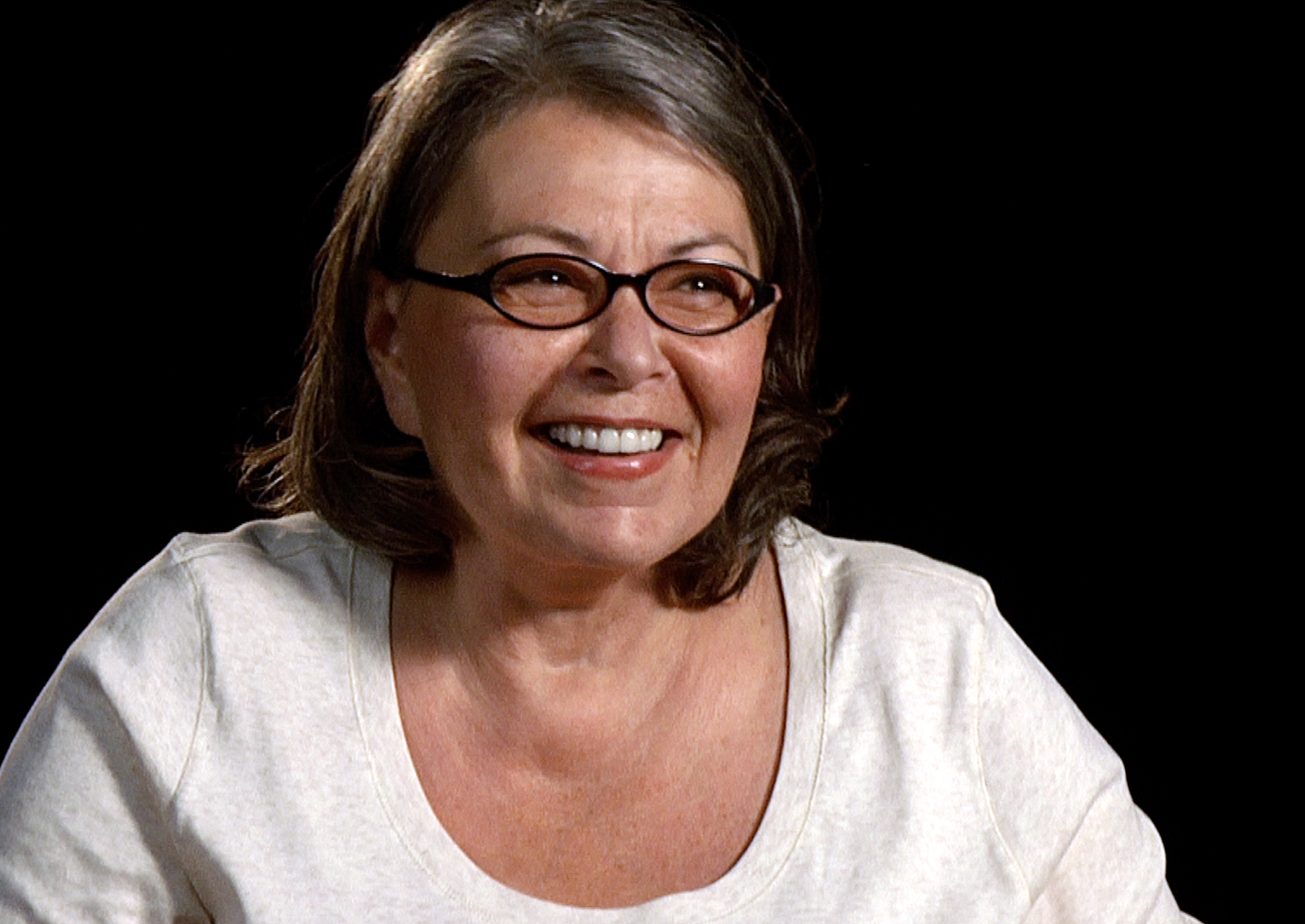
Barr dando una entrevista en el documental de 2010, I Am Comic

En marzo de 2008, encabezó un acto en el Sahara Hotel and Casino en el Strip de Las Vegas.
De 2009 a 2010, fue presentadora de un programa de radio con temas políticos en KPFK.
Desde 2008, ella y su compañero Johnny Argent han presentado un programa de radio semanal los domingos, en KCAA en el área de Los Ángeles, llamado "The Roseanne and Johnny Show".
El 23 de marzo de 2009, se anunció que Barr volvería al horario estelar con una nueva comedia de situación, en la que volvería a interpretar a la matriarca. Jim Vallely de Arrested Development había sido usada para escribir la serie. Más tarde declaró en su sitio web que el proyecto había sido cancelado.
El 15 de abril de 2009, Barr hizo una aparición en la segunda edición anual de los Premios A-List de Bravo en las escenas de apertura. Interpretó a la hada madrina de Kathy Griffin, concediéndole su deseo de estar en la Lista A solo por una noche.
En febrero de 2010, Barr encabezó el primer Festival de Artes de la Comedia de Traverse City en un proyecto del Festival de Cine de Traverse City, fundado por el cineasta Michael Moore. Moore desarrolló el festival de comedia con el comediante Jeff Garlin. 
En 2010, Barr apareció en el documental de Jordan Brady sobre la comedia stand-up, I Am Comic.

### Reality television y renacimiento deRoseanne: 2011–2018
En enero de 2011, Barr lanzó su tercer libro, Roseannearchy: Dispatches from the Nut Farm.
En 2011, apareció en un anuncio de Super Bowl XLV para Snickers junto con el comediante Richard Lewis. Era el anuncio más popular, basado en la cantidad de usuarios de TiVo que lo rebobinaban y lo miraban.
El 13 de julio de 2011, Roseanne's Nuts, un reality show con Barr, su novio Johnny Argent y su hijo Jake mientras dirigen una granja de nueces de macadamia y ganado en Big Island, Hawái, se estrenó en Lifetime, pero fue cancelado en septiembre de ese año.
En agosto de 2011, se informó que Barr estaba trabajando en una nueva comedia con 20th Century Fox Television titulada Downwardly Mobile. Eric Gilliland fue adjunto como cocreador, escritor y productor ejecutivo; Gilliland también fue guionista en Roseanne. En octubre de 2011, NBC retomó el programa, pero luego se fue. Se filmó un piloto, pero inicialmente terminó siendo archivado por la cadena. Barr llamó a su política progresista la única razón detrás del rechazo del piloto. Ella dijo que le notificaron que el programa no sería retomado debido a que los ejecutivos de la cadena lo etiquetaron como "demasiado polarizante".
Barr fue rosteado por Comedy Central en agosto de 2012. Después de afirmar que no lo haría, el ex cónyuge de Barr, Tom Arnold, apareció en el show.
En el verano de 2014, Barr se unió a Keenen Ivory Wayans y Russell Peters como juez en Last Comic Standing en NBC.
El 28 de noviembre de 2014, la serie de Barr, Momsters: When Moms Go Bad debutó en la cadena de cable Investigation Discovery, una cadena con la que dice que está "un poco obsesionada". Barr presenta el espectáculo como ella misma.
El 28 de abril de 2017, se informó que Barr, junto con la mayoría del elenco original, estaban iniciando un resurgimiento de ocho episodios de Roseanne, con su elenco original y Barr como productor, para varias cadenas y Netflix. El 16 de mayo de 2017, ABC retomó el avivamiento a mediados de la temporada 2018.
El 27 de marzo de 2018, la décima temporada de Roseanne se estrenó en ABC con altas calificaciones. El 30 de marzo de 2018, ABC renovó la serie para una temporada 11, con trece episodios. El 29 de mayo de 2018, la serie fue cancelada por ABC después de un tuit ampliamente considerado racista. Más tarde, ella y Tom Werner llegaron a un acuerdo para renunciar a la participación de su productor en un spin-off titulado The Conners, que ABC ordenó para la temporada de otoño poco después.

## Biografía
En 1970, cuando tenía 17 años, Barr tuvo una hija, Brandi Ann Brown, a quien dejó en adopción; más tarde se conocieron. El 4 de febrero de 1974, Barr se casó con Bill Pentland, un empleado de motel que conoció en Colorado. Tuvieron tres hijos: Jessica, Jennifer y Jake.  Pentland y Barr se divorciaron el 16 de enero de 1990.
Cuatro días después, el 20 de enero de 1990, Barr se casó con el comediante Tom Arnold y se hizo conocido como Roseanne Arnold durante el matrimonio. Barr conoció a Arnold en 1983 en Minneapolis, donde abrió para su acto de comedia de stand up. En 1988, Barr trajo a Arnold a su comedia, Roseanne, como escritor.
Barr tiene una hermana lesbiana, Geraldine Barr,  y un hermano gay, Ben Barr, quienes la inspiraron a introducir personajes homosexuales en su comedia. Barr ha declarado que apoya el matrimonio homosexual. Geraldine también fue mánager de Barr mientras actuaba en clubes de comedia y al comienzo de su comedia. Geraldine afirmó que Arnold intentó dominar a Barr "por sus propios motivos".
Después de ser despedida en Roseanne, Geraldine presentó una demanda por incumplimiento de contrato de  70.3 millones de USD en el Tribunal Superior del Condado de Los Ángeles el 18 de diciembre de 1991. Ella dijo que Barr le prometió la mitad de las ganancias del programa Roseanne por ayudar a inventar el personaje de la "diosa doméstica" en 1981, sirviendo como "escritora, organizadora, contadora y confidente". Como ya habían pasado seis meses del plazo de prescripción, la demanda fue desestimada.
En una entrevista de 1991 con People, Barr se describió a sí misma como una sobreviviente de incesto, acusando a sus padres de abuso físico y sexual, afirmaciones que ellos y Geraldine negaron públicamente. Melvin Belli, el abogado de sus padres, dijo que habían pasado una prueba de detector de mentiras "con gran éxito".  Barr era parte de un grupo de recuperación de incesto, algo que ella dijo que sus padres sabían, pero que estaban "en negación". 
El 14 de febrero de 2011, Barr y Geraldine aparecieron en The Oprah Winfrey Show, donde Barr admitió que la palabra "incesto" podría haber sido una palabra incorrecta y que debió haber esperado hasta que terminó su terapia antes de revelar el "momento más oscuro" de su vida.. Ella le dijo a Oprah Winfrey : "Estaba en una relación muy infeliz y me recetaron numerosas drogas psiquiátricas  ... para lidiar con el hecho de que tenía alguna enfermedad mental... Perdí totalmente el contacto con la realidad... (y) no sabía cuál era la verdad... Solo quería lanzar una bomba sobre mi familia ".  Agregó que no todo estaba "inventado" y dijo: "Nadie acusa a sus padres de abusar de ellos sin justificación".  Geraldine dijo que no hablaron durante 12 años, pero que se habían reconciliado. 
Barr solicitó el divorcio a Tom Arnold el 18 de abril de 1994 en el Tribunal Superior del Condado de Los Ángeles, citando diferencias irreconciliables. Sus esfuerzos por tener hijos no tuvieron éxito.
El 14 de febrero de 1995, Barr se casó con Ben Thomas, su único guardia de seguridad personal, en Caesars Tahoe con una recepción en Planet Hollywood. En noviembre de 1994, quedó embarazada por fertilización in vitro y tuvieron un hijo llamado Buck. La pareja permaneció junta hasta 2002.
A mediados de la década de 1990, Barr se realizó múltiples cirugías estéticas, como una reducción de senos, abdominoplastia y una cirugía de nariz. A fines de la década de 1990 se sometió a una cirugía de bypass gástrico.
En 2002, Barr conoció a Johnny Argent en internet después de realizar un concurso de escritura en su blog y comenzó a salir con él en 2003, después de un año de conversaciones telefónicas. Viven en una granja de nueces de macadamia de 46 acres ( 19 hectáreas ) ubicada en la Isla Grande de Hawái. Barr compró la propiedad en 2007 por 1,78 millones de USD. Barr estudió Cabalá en el Centro de Cabalá y frecuentemente comenta sobre la disciplina.
En 2015, Barr reveló que le habían diagnosticado degeneración macular y glaucoma, por lo que gradualmente estaba perdiendo la vista y se esperaba que finalmente se quedara ciega; ella estaba consumiendo marihuana medicinal para disminuir su presión intraocular que es una característica de estas enfermedades. Más tarde, Barr reveló que fue diagnosticada erróneamente y que su problema de visión se debe realmente a un lunar que descansa detrás de su ojo, que puede corregirse mediante cirugía.
En noviembre de 2018, se dijo que Barr había sufrido un ataque cardíaco, pero luego acudió a las redes sociales y dijo que no padecía ningún problema médico.
Barr está en el espectro del autismo.

## Controversias

### Himno nacional
El 25 de julio de 1990, Barr interpretó " The Star-Spangled Banner " fuera de tono antes de un partido de béisbol entre los San Diego Padres y los Rojos de Cincinnati en el estadio Jack Murphy. Más tarde dijo que estaba cantando lo más alto posible para escucharse a sí misma a través del sistema de megafonía, por lo que su interpretación de la canción sonó "chillona". Después de su interpretación, imitó las acciones de los jugadores a menudo vistas escupiendo y agarrando su entrepierna como si ajustara una copa protectora. Más tarde, Barr dijo que los Padres le habían sugerido que "le diera humor a la canción", pero muchos criticaron el episodio, incluido el presidente George HW Bush, quien calificó su interpretación de "vergonzosa". Barr volvió a visitar este incidente durante su Comedy Central Roast en 2012, en el que una vez más cantó los últimos compases del himno nacional, sin chillar.

### Sesión de fotos de Hitler
Barr suscitó críticas en julio de 2009 cuando se hizo pasar por Adolf Hitler en un artículo para la revista judía satírica Heeb, llamada "That Oven Feelin '. Según los informes, el tema nazi fue su sugerencia, y la presentó con un bigote de Hitler y un brazalete de esvástica, sosteniendo una bandeja de galletas de hombre de jengibre quemadas al artículo referido como "galletas judías quemadas". El editor de la revista, Josh Neuman, dijo que las fotos fueron tomadas para la sátira y no fueron hechas por un valor de sorpresa. Barr, que es judía, dijo que se estaba "burlando de Hitler, no de sus víctimas". El presentador de Fox News TV, Bill O'Reilly, fue muy crítico con ella por "burlarse del Holocausto" y Mario López de Extra dijo: "Vamos, Roseanne. Los chistes de Hitler nunca son graciosos ". El renacimiento de su programa en marzo de 2018 hizo que las fotos volvieran a aparecer en las redes sociales y renovaron las menciones del incidente en la revista judía The Forward y Los Angeles Times, entre otros.

### Tuit de Zimmerman
En 2014, los padres de George Zimmerman, el hombre conocido por disparar fatalmente a Trayvon Martin en una pelea, presentaron una demanda contra Barr por tuitear su dirección y número de teléfono en 2012. Los padres de Zimmerman alegan que Barr trató de "hacer que un grupo de linchadores descienda" en su hogar. En agosto de 2015, se emitió un juicio sumario a favor de Barr.

### Tuit de matanza de Parkland
A fines de marzo de 2018, Barr tuiteó sobre una teoría de conspiración que involucra a David Hogg, un sobreviviente del tiroteo de la escuela secundaria Marjory Stoneman Douglas en Parkland, Florida. La teoría de la conspiración afirma falsamente que Hogg dio un saludo nazi en una manifestación de Marcha por nuestras vidas el 24 de marzo. Más tarde, Barr borró su tuit.

### Tuits de Valerie Jarrett y cancelación deRoseanne
| Roseanne Barr    | Twitter |
| @therealroseanne |         |

            En respuesta a @MARS0411 @385parkplace @SGTreport
        

             muslim brotherhood & planet of the apes had a baby=vj
         

        29 de mayo de 2018

 El 29 de mayo de 2018, Barr respondió a un hilo en Twitter sobre Valerie Jarrett, asesora principal del expresidente Obama. Decía "la hermandad musulmana y el planeta de los simios tuvieron un bebé = vj"  [sic]    El tuit fue ampliamente criticado por ser racista sobre Jarrett ("vj"). Inicialmente, Barr se puso a la defensiva, pero luego publicó una disculpa "por hacer un chiste malo sobre la política [de Jarrett] y su aspecto". Ella disputó las acusaciones de racismo, diciendo que creía que Jarrett era saudí (o blanco). Barr también dijo que hizo el tuit, que calificó como incorrecto e indefendible, a las 2:00 de la mañana. Mientras tomaba Ambien, un sedante. Sanofi, que fabrica Ambien, respondió tuiteando que "el racismo no es un efecto secundario conocido de ningún medicamento Sanofi", aunque señaló que Ambien se había relacionado con la reducción de las inhibiciones.
Más tarde ese día, ABC canceló a Roseanne y eliminó el contenido del programa del sitio web de la cadena. El anuncio de cancelación del presidente de ABC, Channing Dungey, la primera mujer afroamericana en encabezar la cadena, calificó el comentario de Barr de "aborrecible, repugnante e inconsistente con nuestros valores".  En tres semanas, el programa de televisión revivió como spin-off The Conners, con el mismo elenco y equipo, menos Barr. En una entrevista posterior con Sean Hannity, Barr dijo que su tuit tenía la intención de ser una declaración política más que racial.

## Actividades políticas

### Campaña presidencial 2012
El 5 de agosto de 2011, Barr apareció en "The Tonight Show con Jay Leno" y anunció su candidatura a la presidencia en las elecciones presidenciales de 2012, con el boleto del "Partido del Té Verde". Su candidatura llamó la atención a la economía, la salud personal y la meditación.
Ella también declaró que se postularía para el primer ministro de Israel. En una entrevista con The Jewish Daily Forward, invocó a tikkun olam en su apoyo a llevar a las mujeres a la política y la religión.
El 19 de septiembre, apareció en las protestas de Occupy Wall Street y habló en apoyo de los manifestantes. [104] "Ella dijo que cualquier banquero 'culpable' de Wall Street debería verse obligado a renunciar a cualquier ingreso de más de 100 millones de USD, y si no pueden vivir de eso, ser enviados a campamentos de reeducación, y si eso no ayuda, serán decapitados ". [105]  
Barr se presentó ante la Comisión Federal de Elecciones como candidato presidencial del Partido Verde en enero de 2012. Ella anunció formalmente su candidatura para la nominación presidencial del partido el 2 de febrero. El 14 de julio, quedó en segundo lugar, perdiendo la nominación ante Jill Stein.  Stein eligió a Cheri Honkala como su compañera de campaña después de que el gerente de campaña, Ben Manski, dijera que Barr fue preseleccionado para el trabajo.
A Barr se le dio un papel principal en la Convención Nacional del Partido Verde en Baltimore, Maryland, pero decidió enviar a un sustituto ( Farheen Hakeem ) para hablar en su nombre. Según los informes, el sustituto de Barr reprendió al partido por no respetar la candidatura de Barr. Según los informes, se produjo un grito en un pasillo.
Barr criticó repetidamente a Jill Stein después de perder la nominación del Partido Verde, y causó controversia al usar presuntas palabras transfóbicas en declaraciones sobre Stein en Twitter.
Poco después de perder la nominación del Partido Verde, Barr anunció que se postularía para el boleto del Partido Paz y Libertad con la activista Cindy Sheehan como compañera de campaña. El 4 de agosto de 2012, Barr ganó la nominación presidencial del Partido Paz y Libertad.
La compañera de campaña de Barr, Cindy Sheehan, inmediatamente tuvo desacuerdos con Barr, desde los puntos de vista de Barr sobre política, hasta el deseo de Barr de hacer campaña en línea, y el trato de Barr de la nominada del Partido Verde, Jill Stein, lo que llevó a Sheehan a solicitar que su nombre fuera retirado de Peace and Freedom Party. A Sheehan le dijeron que era demasiado tarde para que le quitaran el nombre, por lo que anunció que se iría de la campaña.
Barr apareció en la boleta en California, Colorado y Florida. Ella no apareció en la boleta electoral en su estado natal de Hawái, que no permitía votos por escrito. Ella terminó votando por el presidente Obama. Recibió 67326 votos en todo el país, ubicándose sexta en general con 0.05% del voto popular; Stein, quien apareció en la boleta electoral de treinta y seis estados y el Distrito de Columbia, se colocó muy por delante de ella en el cuarto lugar con el 0.36% del voto popular y 469,627 votos.
A Barr le siguió un equipo de filmación durante toda su campaña, con el documentalista Eric Weinrib dirigiendo, lo que generó preguntas sobre la sinceridad de su campaña. ¡Se filmaron más de 300 horas y se estrenaron como una película llamada Roseanne for President! A pesar de las preguntas sobre su sinceridad con respecto a su campaña, Barr y su familia han insistido en que su deseo de postularse a la presidencia era "muy real".

#### Respaldos
- Fiesta Verde Caucus Negro
- Organización Nacional para la Reforma de las Leyes de Marihuana
- Cynthia McKinney, nominada al Partido Verde de 2008[120]

### Apoyo a Donald Trump
Barr expresó su apoyo al candidato presidencial republicano Donald Trump en una entrevista de junio de 2016 en The Hollywood Reporter. "Creo que seríamos muy afortunados si Trump ganara". Porque entonces no sería Hillary ".
Una historia de julio de CNN informó que no respaldaba a Trump, ya que solo se apoya para el presidente: "Me escribiré en todas las elecciones desde ahora hasta que gane".

## Discografía

### Álbum
- 1990: I Enjoy Being A Girl (Hollywood Records) CD/Casete[123]

### Audio libro
- 2011: Roseannearchy: Dispatches from the Nut Farm (Unabridged) CD / Descargar[124]

## Filmografía

### Película
| Año  | Título                               | Papel                | Notas                                                                    |
| ---- | ------------------------------------ | -------------------- | ------------------------------------------------------------------------ |
| 1989 | Diabla                               | Ruth Patchett        |                                                                          |
| 1990 | Mira quién habla también             | Julie (voz)          | Nominada: Premio Golden Raspberry a la peor actriz de reparto            |
| 1991 | Freddy's Dead: The Final Nightmare   | Mujer sin hijos      |                                                                          |
| 1993 | Incluso las vaqueras se ponen triste | Madame Zoe           |                                                                          |
| 1995 | Azul en la cara                      | Punto                |                                                                          |
| 1997 | Conoce a Wally Sparks                | Camafeo              |                                                                          |
| 2000 | Cecil B. Demente                     | Camafeo              |                                                                          |
| 2001 | Joe Dirt                             | La madre de Joe Dirt | escenas eliminadas, reemplazadas por Caroline Aaron en la película final |
| 2004 | Home on the Range                    | Maggie (voz)         |                                                                          |
| 2014 | Maestro del buen nombre              | La abuela ruth       | coprotagonizada por Mayim Bialik                                         |
| 2016 | Roseanne para presidente!            | Sí misma             | Documental sobre su campaña presidencial de 2012                         |

### Televisión (como personaje)
| Año             | Título                                | Papel                               | Notas |
| --------------- | ------------------------------------- | ----------------------------------- | --- |
| 1988-1997; 2018 | Roseanne                              | Roseanne Harris-Conner              | Productor 1990–1991 Coproductor ejecutivo 1991–1992 Productor Ejecutivo 1992–1997 Dirigió dos episodios en 1995 y 1996. |
| 1991            | Backfield en movimiento               | Nancy Seavers                       | TV Movie (también productor ejecutivo)                                                                                  |
| 1992            | Un mundo diferente                    | Saqueo de la esposa (sin acreditar) | 1 episodio |
| 1992            | El show de Rosey y Buddy              | Rosey (voz)                         | TV Movie (también creador, escritor y productor ejecutivo)                                                              |
| 1992            | El show de Jackie Thomas              | Regina                              | 2 episodios (productor ejecutivo - 18 episodios)                                                                        |
| 1993            | La mujer que amaba a Elvis            | Joyce Jackson                       | TV Movie (también productor ejecutivo)                                                                                  |
| 1993-1995       | El show de Larry Sanders              | Roseanne                            | 3 episodios |
| 1994            | Hospital General                      | Jennifer Smith                      | 1 episodio |
| 1995            | Mujeres de la casa                    | Roseanne                            | 1 episodio |
| 1997            | 3ra roca del sol                      | Janet                               | 2 episodios |
| 1997            | La niñera                             | Prima sheila                        | 1 episodio |
| 2006            | Mi nombre es Earl                     | Millie Banks                        | 1 episodio |
| 2012            | Downwardly Mobile                     | Rose Davis                          | Piloto no vendido coprotagonizado por John Goodman (también creador y productor ejecutivo)                              |
| 2013            | Portlandia                            | Alcalde interino / El nuevo alcalde | 2 episodios |
| 2013            | The Office                            | Helecho carla                       | 2 episodios |
| 2013-14         | Tortugas Ninjas mutantes adolescentes | Kraang Prime                        | 6 episodios |
| 2014            | The Millers                           | Darla                               | 1 episodio |
| 2015            | Cristela                              | Verónica                            | 2 episodios |

### Televisión (como ella misma)
| Año       | Título                                           | Papel                                                            | Notas                                  |
| --------- | ------------------------------------------------ | ---------------------------------------------------------------- | -------------------------------------- |
| 1991      | Roseanne Barr en vivo desde el castillo de Trump | Ella misma (también escritora, directora y productora ejecutiva) | Especial de comedia de HBO             |
| 1994      | MTV Video Music Awards                           | Anfitrión                                                        | primer anfitrión femenino              |
| 1996      | Sábado Noche Especial                            | Anfitrión                                                        | 6 episodios                            |
| 1998-2000 | El show de Roseanne                              | Anfitrión (también productor ejecutivo)                          |                                        |
| 2003      | El verdadero espectáculo de Roseanne             | Anfitrión (también productor ejecutivo)                          | 2 episodios (+11 sin emitir)           |
| 2006      | Roseanne Barr: rubia y perra                     | Ella misma (también escritora y productora ejecutiva)            | Especial de comedia de HBO             |
| 2009      | El punto de inflexión                            | Anfitrión (también creador y productor ejecutivo)                | piloto de programa político no vendido |
| 2011      | Nueces de Roseanne                               | Ella misma (también productora ejecutiva)                        |                                        |
| 2012      | Comedia Central Asado de Roseanne                | Asado                                                            |                                        |
| 2014-15   | Última posición cómica                           | Juez                                                             | 19 episodios                           |
| 2014-15   | Momsters: When Moms Go Bad                       | Anfitrión                                                        | 7 episodios                            |

## Premios
Roseanne Barr tiene una estrella en el Paseo de la Fama de Hollywood en el lado norte de la manzana 6700 de Hollywood Blvd.
| Año  | Premio                      | Categoría                                                      | Trabajo                             | Resultado |
| ---- | --------------------------- | -------------------------------------------------------------- | ----------------------------------- | --------- |
| 1988 | Premio de comedia americana | La artista femenina más divertida en un especial de televisión | On Location: The Roseanne Barr Show | Ganado    |
| 1988 | Golden Globe Award          | Best Actress – Television Series Musical or Comedy             | Roseanne                            | Nominada  |
| 1989 | American Comedy Award       | Funniest Female Performer in a TV Series                       | Roseanne                            | Ganado    |
| 1989 | People's Choice Awards      | Favorite Female Performer in a New TV Program                  | Roseanne                            | Ganado    |
| 1990 | American Comedy Award       | Funniest Female Performer in a TV Series                       | Roseanne                            | Nominada  |
| 1990 | People's Choice Awards      | Favorite Female TV Performer                                   | Roseanne                            | Ganado    |
| 1990 | People's Choice Awards      | Favorite All-Around Female Entertainer                         | Roseanne                            | Ganado    |
| 1990 | Golden Raspberry Award      | Worst Supporting Actress                                       | Look Who's Talking Too              | Nominada  |
| 1991 | Golden Globe Award          | Best Actress – Television Series Musical or Comedy             | Roseanne                            | Nominada  |
| 1992 | Golden Globe Award          | Best Actress – Television Series Musical or Comedy             | Roseanne                            | Nominada  |
| 1992 | Emmy Award                  | Outstanding Lead Actress in a Comedy Series                    | Roseanne                            | Nominada  |
| 1992 | Golden Globe Award          | Best Actress – Television Series Musical or Comedy             | Roseanne                            | Nominada  |
| 1993 | American Comedy Award       | Funniest Female Performer in a TV Series                       | Roseanne                            | Ganado    |
| 1993 | GLAAD Media Awards          | Vanguard Award                                                 | (Compartido con Tom Arnold)         | Ganado    |
| 1993 | Emmy Award                  | Outstanding Lead Actress in a Comedy Series                    | Roseanne                            | Ganado    |
| 1993 | Golden Globe Award          | Best Actress – Television Series Musical or Comedy             | Roseanne                            | Ganado    |
| 1994 | Emmy Award                  | Outstanding Lead Actress in a Comedy Series                    | Roseanne                            | Nominada  |
| 1994 | Golden Globe Award          | Best Actress – Television Series Musical or Comedy             | Roseanne                            | Nominada  |
| 1994 | People's Choice Awards      | Favorite Female TV Performer                                   | Roseanne                            | Ganado    |
| 1994 | Screen Actors Guild Award   | Outstanding Performance by a Female Actor in a Comedy Series   | Roseanne                            | Nominada  |
| 1995 | Emmy Award                  | Outstanding Lead Actress in a Comedy Series                    | Roseanne                            | Nominada  |
| 1995 | People's Choice Awards      | Favorite Female TV Performer                                   | Roseanne                            | Ganado    |
| 1996 | American Comedy Award       | Funniest Female Performer in a TV Series                       | Roseanne                            | Nominada  |
| 1999 | Emmy Award                  | Outstanding Talk Show Host                                     | The Roseanne Show                   | Nominada  |
| 2008 | TV Land Award               | Innovator Award                                                | Roseanne                            | Ganado    |